# Poder e Autoridade
Poder e Autoridade é o segundo álbum de estúdio da cantora Elaine de Jesus lançado no ano de 1996. Produzido por Melk Carvalhêdo, este álbum firmou o início da carreira da cantora no Brasil.
O Projeto Gráfico foi totalmente refeito em 2000, assim como Elaine recolocou voz em todas as faixas, cantando até de uma forma diferente, de uma forma mais madura.
O repertório é predominantemente inédito, exceto pela regravação de "Sapato de Algodão" (originalmente gravada e lançada pela cantora Rayssa em 1995). Mais tarde, a dupla sertaneja Rayssa & Ravel gravou a música no álbum Nossa História, em 2012.

## Faixas
1. Quero Declarar (Wanderly Macedo/Ouriel de Jesus)
2. Quando Ele Quer (Emidio Martins/Wanderly Macedo)
3. Reencontro (Alexandre Silva)
4. Poder e Autoridade (Wanderly Macedo)
5. A Vitória (Ouriel de Jesus)
6. De Todo Coração (Valdeci Aguiar)
7. Sapato de Algodão (Cícero Nogueira)
8. Outro Nome (Wanderly Macedo)
9. Canta, Chora e Profetiza (Wanderly Macedo)
10. Chegada no Céu (Ouriel de Jesus)

## Ficha Técnica
- Direção musical: Melk Carvalhedo
- Arranjos e regência: Melk Carvalhedo
- Baixo, violão aço, nylon e guitarras: Melk Carvalhedo
- Bateria: Albino Infantozzi
- Teclados: Marinho Brasil
- Violinos: Orquestra Sinfônica de Campinas-SP
- Trompetes: Evêncio Rãna "Martinez"
- Sax alto, tenor e flautas: Hilquias
- Acordeon: Augustinho
- Vocal: Kades Singers (Marlon Saint, Raquel Melo, Sinclair Ferreira, Jussara Oliveira e Darilton Almeida).
- Guitarras na música "Quando Ele Quer": Gamaliel "Gama"
- Técnico de gravação: Luiz Carlos
- Mixagem: Luiz Carlos e Melk Carvalhedo
- Direção de produção: Wanderly Macedo
- Projeto gráfico: Ciló Nascimento
- Produção: Adonai Gospel Records
- Arte e fotolito: Interativa